# ماريا ويبر
ماريا ويبر (بالألمانية: Josepha Hofer)‏ (و. 1759 – 1819 م) هي مغنية، ومغنية أوبرا ألمانية، ولدت في تسل-إم-فيزنتال، توفيت في فيينا، عن عمر يناهز 60 عاماً.